# Haloklin
Haloklin är en gräns mellan vattenmassor med olika salthalt. Skiktningsgränsen är en typ av språngskikt. 
Gränsen mellan olika salthalter kan variera mycket tvärt, exempelvis i Östersjön.
Den saltare vattenmassan är tyngre än den mindre salta, och det gör så att den salta lägger sig underst.